# Савва (Тутунов)
Архиепи́скоп Са́вва (в миру Серге́й Андре́евич Тутуно́в; 19 февраля 1978, Вийекрен, Франция) — архиерей Русской православной церкви, архиепископ Зеленоградский, викарий патриарха Московского и всея Руси. Председатель Синодального миссионерского отдела, заместитель управляющего делами и руководитель контрольно-аналитической службы Московской патриархии, член Межсоборного присутствия Русской православной церкви.
Автор ряда статей в области церковного права, истории русского церковного зарубежья, сравнительного богословия.
Тезоименитство — 3 (16) декабря (память преподобного Саввы Сторожевского).

## Биография
Родился 19 февраля 1978 года во Франции, в пригороде Парижа, в семье русских эмигрантов, старшим из трёх сыновей. Среди его предков были князья Голицыны.
В 1995 году был посвящён в чтецы для служения в Свято-Александро-Невском кафедральном соборе в Париже.
После окончания школы в 1996 году поступил в Университет Париж-юг XI. В 1999 году получил диплом лицензиата высшей математики.
В 1999—2001 годах учился в Московской духовной семинарии.
В 2001 году экзархом Западноевропейских русских приходов Константинопольского патриархата архиепископом Евкарпийским Сергием (Коноваловым) пострижен в мантию с наречением имени Савва в честь преподобного Саввы Сторожевского.
В 2001 году поступил в Московскую духовную академию. По собственному признанию: «я рассчитывал на более высокий уровень. Я учился на последнем дореформенном курсе, поэтому у нас была довольно примитивная лекционная система. Но должен заметить, что несмотря на это, в семинарии было множество замечательных преподавателей, которые дали мне очень многое».
В связи с выходом в 2003 году из юрисдикции Экзархата западноевропейских русских приходов Константинопольского патриархата по окончании семинарии был направлен в распоряжение архиепископа Корсунского Иннокентия (Васильева). По собственному признанию: «выбор юрисдикции для меня встал во время пертурбаций, возникших в Архиепископии русских православных церквей в Западной Европе (Константинопольский патриархат) в 2003—2004 годах. После смерти владыки Сергия к управлению епархией пришла группа людей, которые подчеркивали свою дистанцию от Москвы, и возникла довольно жесткая конфронтация с Московским Патриархатом. Тогда я принял решение остаться в Русской Православной Церкви».
Окончил МДА в 2005 году, защитив 3 июня 2005 года кандидатскую диссертацию на тему «Труды поместного Собора 1917—1918 гг. по реформе епархиального управления и предсоборная о ней дискуссия». Решением учёного совета Московской духовной академии диссертация была отмечена премией священномученика Илариона (Троицкого), архиепископа Верейского.
10 января 2006 года принят в Отдел внешних церковных связей Московского патриархата.
24 мая того же года рукоположён во иеродиакона митрополитом Смоленским и Калининградским Кириллом. 19 августа в Крестовоздвиженском соборе города Калининграда тем же архиереем рукоположён в иеромонаха.
С 1 сентября 2006 года — преподаватель Московской духовной академии и семинарии.
1 января 2008 года перешёл на постоянное послушание в Московскую духовную академию. 13 февраля 2008 года назначен исполняющим обязанности заведующего созданной тогда же пресс-службы Московской духовной академии. 20 апреля 2008 года удостоен права ношения набедренника.
10 декабря 2008 года включён в состав комиссии по подготовке Поместного собора Русской православной церкви, прошедшего 27 по 28 января 2009 года.
31 марта 2009 года определением Священного синода Русской православной церкви назначен секретарём комиссии по образованию Межсоборного присутствия Русской православной церкви. В связи с переходом на постоянную работу в Московскую патриархию оставил должность заведующего пресс-службой МДА. 2 апреля указом Патриарха Московского и всея Руси Кирилла назначен секретарём управления делами Московской патриархии.
27 мая 2009 года решением Священного синода включён в состав новообразованной наградной комиссии при Патриархе Московском и всея Руси.
27 июля 2009 года решением Священного синода включён в состав новообразованного Межсоборного присутствия Русской православной церкви.
29 марта 2010 года в Покровском храме Покровского женского монастыря Москвы возведён Патриархом Московским и всея Руси Кириллом в сан игумена «за усердное служение Церкви Божией и пастырское душепопечительство к празднику Святой Пасхи 2010 года».
Был исполняющим обязанности заместителя управляющего делами Московской патриархии.
26 июля 2010 года постановлением Священного синода назначен заместителем управляющего делами Московской патриархии и руководителем контрольно-аналитической службы Управления делами Московской патриархии.
10 апреля 2011 года в кафедральном соборном храме Христа Спасителя патриархом Кириллом удостоен права ношения палицы.
30 декабря 2011 года назначен настоятелем московского храма Илии Пророка в Черкизове.
8 апреля 2012 года в кафедральном соборном храме Христа Спасителя патриархом Кириллом возведён в сан архимандрита.
22 октября 2015 года патриархом Кириллом был включён в список членов оргкомитета Архиерейского собора 2016 года.

### Архиерейство
26 февраля 2019 года решением Священного синода избран епископом Зеленоградским, викарием патриарха Московского и всея Руси.
1 марта 2019 года в тронном зале кафедрального соборного храма Христа Спасителя в Москве состоялся чин наречения архимандрита Саввы во епископа Зеленоградского, викария патриарха Московского и всея Руси.
3 марта 2019 года в храме Христа Спасителя состоялась архиерейская хиротония, которую совершили патриарх Московский и всея Руси Кирилл, митрополит Санкт-Петербургский и Ладожский Варсонофий (Судаков), митрополит Волоколамский Иларион (Алфеев), митрополит Тверской и Кашинский Савва (Михеев), митрополит Истринский Арсений (Епифанов), митрополит Вологодский и Кирилловский Игнатий (Депутатов), митрополит Смоленский и Дорогобужский Исидор (Тупикин), архиепископ Верейский Амвросий (Ермаков), архиепископ Венский и Будапештский Антоний (Севрюк), епископ Орехово-Зуевский Пантелеимон (Шатов), епископ Воскресенский Дионисий (Порубай), епископ Балашихинский Николай (Погребняк), епископ Сергиево-Посадский Парамон (Голубка).
28 мая 2021 года распоряжением Святейшего Патриарха Кирилла ему поручено руководство Отделом аналитики и обеспечения деятельности органов высшего церковного управления Управления делами Московской Патриархии.
25 августа 2022 года решением Священного Синода (журнал № 63) назначен секретарём Межведомственной рабочей группы по координации помощи, оказываемой епархиям на территориях Украины, оккупированных Россией в ходе российско-украинской войны.
19 декабря 2023 года за Литургией в Храме Христа Спасителя Святейшим Патриархом Кириллом возведен в сан архиепископа.
13 февраля 2025 года назначен исполняющим обязанности председателя Синодального миссионерского отдела.

## Взгляды
По мнению белорусского священника Александра Шрамко, Савва — «чистейший выразитель идеологии русского мечтательного величия и восторженного победобесия, замешенного на глубочайшем комплексе ущербности „русского мира“, не имеющего никакого отношения к реальной России». По данным СМИ, Тутунова иногда называют «инквизитором», так как он контролирует в церкви разнообразные ревизии и проверки, так Тутунов готовил документы для извержения из сана Андрея Кураева. Журналистами также отмечалась ксенофобия по отношению к мигрантам в речах Саввы
В 2022 году поддержал российское вторжение на Украину, заявил что все участники нападения на Украину становятся мучениками и попадают «прямиком в рай». Национальное агентство по предотвращению коррупции Украины выступило с инициативой о введении против Тутунова международных санкций так как он «пропагандирует агрессивную войну против Украины через религиозные структуры и вмешательство во внутрицерковные дела Украины».

## Публикации
статьи
- Пути парижского богословия. Свято-Сергиевский богословский институт в первой половине XX века // Встреча. — 2000. — № 3 (13). — С. 57—63.
- Образ «инока скромного». Митр. Владимир (Тихоницкий) — сын первого вятского новомученика // Церковный Вестник. — М., 2004. — № 1—2 (278—279). — С. 24.
- Светлый образ смиренного подвижника // Московский церковный вестник. — М. : Издательство московской патриархии. 2004. — № 9. — С. 12
- Французское православное богословие // Церковь и время. — 2005. — № 1 (30). — С. 252—255.
- Современная римско-католическая сотериология // Хрестоматия по сравнительному богословию — Учебное пособие для III курса семинарии. — М.: Издательство московского подворья Свято-Троицкой Сергиевой Лавры, 2005. — С. 564—580.
- Предисловие // Архиепископ Петр (Л’Юилье) Правила первых четырех вселенских соборов  / Пер. с франц. под ред. прот. В. Цыпина; Науч. ред. прот. В. Цыпин. — Москва: Издательство Сретенского монастыря, 2005. (В соавторстве с протоиереем Владиславом Цыпиным)
- Вопрос номера: Каким Вы видите будущее России? // Мы в России и Зарубежье. — 2005. — № 2 (35). — С. 5.
- Брак в современном обществе // Журнал Московской Патриархии. — М., 2006. — № 11. — С. 60—67.
- Церковно-правовые основания существования «Парижской Митрополии» в 1921—1946 годах // Церковно-исторический вестник. — М.: Общество любителей церковной истории, 2005—2006. — № 12—13. — С. 104—113.
  - Церковно-правовые основания существования «Парижской митрополии» в 1921—1946 годах // Журнал Московской Патриархии. — М., 2006. — № 12. — С. 68—74.
- «Независимая архиепископия» в Париже: 1965—1971 гг. // XVII Ежегодная богословская конф. ПСТГУ. Материалы. — М.: ПСТГУ, 2007. — Т. 1. — С. 304—307.
- Путь митрополита Евлогия в последние два года жизни // Церковь и время. — 2007. — № 1 (38). — С. 136—143
- «Всероссийский Церковный Собор 1917—1918 гг. и епархиальное управление в Православной Российской Церкви» — доклад на конференции «Патриаршество в Русской Православной Церкви» (Москва, Храм Христа Спасителя, 11 октября 2007 г.) // Богослов.ру, 24 октября 2007
- «Всеправославный саммит: Разрывы и связи» // «Богослов.Ru», 19 октября 2008 (в соавторстве с В. В. Бурегой)
- «Резолюции Епархиального собрания „Парижской митрополии“ 1927 года: проведение в жизнь определений Собора 1917—1918 гг.?» // XVIII Ежегодная богословская конференция ПСТГУ: Материалы. — М.: ПСТГУ, 2008. — Т. 1. — С. 251—255.
- Западноевропейский экзархат русских приходов Константинопольского Патриархата // Православная энциклопедия. — М., 2008. — Т. XIX : Ефесянам послание — Зверев. — С. 608-610. — 39 000 экз. — ISBN 978-5-89572-034-9.
- Что такое Межсоборное присутствие? Подготовила Юлия Линде // Фома. 2011. — № 2 (94) — С. 18-19.
- Игумен Савва (Тутунов): Семинария и академия — целый пласт жизни // «Татьянин день», 5 августа 2011
- Собор идей: архимандрит Савва (Тутунов) анализирует деятельность Всецерковного Собора 1917—1918 годов и плоды его решений // pravmir.ru, 10 августа 2012
- Ходатай о русском единстве — памяти архипастыря русских приходов в Западной Европе // Богослов.ру, 22 января 2013 (в соавторстве с епископом Нестором (Сиротенко))
- Слово архимандрита Саввы (Тутунова) при наречении во епископа Зеленоградского // Журнал Московской Патриархии. 2019. — № 4 — С. 25-27

переводы
- Ларше, Жан-Клод Христологический вопрос. По поводу проекта соединения Православной Церкви с Дохалкидонскими Церквами: нерешенные богословские и экклезиологические проблемы // Богословские труды. — 2007. — № 41. — С. 146—211.
- Ларше, Жан-Клод Исцеление психических болезней. Опыт христианского Востока первых веков. При поддержке Благотворительного фонда «Вольное дело» = Larchet, Jean-Claude (1992): Thérapeutique des maladies mentales. L’expérience de l’Orient chrétien des premiers siècles. Paris: Editions du Cerf (Théologies). — Москва: Сретенский монастырь, 2007

книги
- Исторический обзор Архиепископии-экзархата русских православных приходов в Западной Европе в ведении Вселенского престола (1921—1999). — Сергиев Посад: Свято-Троице-Сергиева Лавра; Московская духовная академия, 1999—2003. — 58 с.
- Filioque: ересь или особое мнение? Православное богословие XX в. о Filioque. — М.: Издательство храма мученицы Татианы, 2006. — 144 с. — ISBN 5-901836-22-3.
- Епархиальные реформы. — М.: Культурный центр «Духовная библиотека», 2011. — 496 с. — 2000 экз. — ISBN 978-5-88060-235-3.

Интервью
- Парламентская монархия // «Фома», № 2 (70) февраль 2009
- Иеромонах Савва (Тутунов), секретарь комиссии по образованию Межсоборного присутствия, член президиума Присутствия // Журнал Московской Патриархии. 2009. — № 10.
- Интервью руководителя контрольно-аналитической службы Управления делами Московской Патриархии игумена Саввы (Тутунова) газете «Известия» // patriarchia.ru, 16 августа 2010
- Духовность против эффективности? Интервью игумена Саввы (Тутунова) журналу «Нескучный сад» // patriarchia.ru, 25 апреля 2011
- Игумен Савва (Тутунов): образование новых епархий будет продолжаться // «Нескучный сад», 7 октября 2011
- Митрополия — новая форма взаимодействия епархий // Журнал Московской Патриарахии. 2011. — № 11 — C. 41-44
- Архимандрит Савва (Тутунов): Приход — это община людей, объединённых вокруг Чаши Христовой // patriarchia.ru, 12 апреля 2012
- Межсоборное присутствие: итоги и перспективы // Богослов.ру, 6 декабря 2012
- Народ служит, епископы управляют. Об «антидемократических» изменениях в уставе Русской православной церкви рассказывает заместитель управляющего делами Московской патриархии архимандрит Савва (Тутунов) // Эксперт, 13 май 2013
- Чем живут приходы // Журнал Московской Патриархии. 2013. — № 5. — C. 80-81
  - Архимандрит Савва (Тутунов): «Приход — это не храм, это люди» // patriarchia.ru, 31 июля 2013
- Архимандрит Савва (Тутунов): Время публичных доносов прошло // pravmir.ru, 11 января 2014
- Архимандрит Савва (Тутунов) о практике работы Общецерковного суда // pravmir.ru, 5 февраля 2014
- Похоронить в земле будет правильно // Журнал Московской Патриархии. 2015. — № 6. — С. 30-33
- Архимандрит Савва (Тутунов). Архиерей должен быть близок к своему духовенству и к народу // patriarchia.ru, 18.11.2016
- Архиерейский Собор в год великого юбилея // Журнал Московской Патриархии. 2017. — № 8 (909). — С. 44-45
- Архимандрит Савва Тутунов: в Церкви занимаюсь тем же, чем занимался в науке // vesti.ru, 11 апреля 2018

## Семья
- Дед — художник Сергей Тутунов[33][7][1].
- Отец — Андрей Сергеевич Тутунов (род. 1956). Архитектор-реставратор, реставрировал колокольню русского скита в Реймсе, келейный корпус Покровского женского монастыря в Бюсси-ан-От[1].
- Брат — Иван Андреевич Тутунов (род. 26 января 1982), в 2008 году окончил Руанскую высшую школу коммерции[англ.], в настоящее время является генеральным директором российского представительства косметической компании Kiehl's[англ.], а также больничным клоуном и финансовым директором благотворительной организации оказания социально-психологической помощи детям с тяжёлыми заболеваниями «Фонд „Доктор-клоун“»[7][34][35]; женат на актрисе Полине Сыркиной, у супругов есть дочь Нелли (род. 8 марта 2018 года)[36].

## Награды
- 2007 — медаль прп. Сергия Радонежского I ст.[37]
- 2008 — набедренник[12]
- 2011 — палица[38]
- 2011 — Патриаршая грамота[39]
- 2013 — Патриаршая благословенная грамота[40]
- 2016 — Патриаршая грамота[41]
- 2018 — медаль «Патриаршая благодарность»[37]
- 2019 — орден блгв. кн. Даниила Московского III ст.[37]
- 2019 — Патриаршая грамота[37]
- 2023 — орден прп. Сергия Радонежского III ст.[37]
- 2024 — медаль Министерства обороны РФ «За веру и служение Отечеству»[37]
- 2025 — Благодарность Президента Российской Федерации (10 марта 2025 года) — за вклад в обеспечение деятельности Совета по взаимодействию с религиозными объединениями при Президенте Российской Федерации[42]